# San Juan de la Rambla
San Juan de la Rambla es un municipio perteneciente a la provincia de Santa Cruz de Tenerife, en la isla de Tenerife —Canarias, España—.
Está situado en el norte de Tenerife y limita con Los Realejos, La Orotava y La Guancha. Abarca una superficie de 20,66 km². El punto más alto se encuentra en torno a los 2000 metros de altitud sobre el nivel del mar, desde los que desciende hasta el mar en una acusada pendiente salpicada de terrazas de cultivo.
Este municipio norteño fue fundado por el colono portugués Martín Rodríguez, a principios del siglo XVI. Levantó una ermita en honor de san Juan Bautista y en su entorno se asentaron diferentes familias atraídas por la calidad agrícola de las tierras. En el año 1925 el rey Alfonso XIII concedió al municipio el título de Villa.
La capital municipal se encuentra en el casco urbano de San José, situado en torno a los 390 m s. n. m.

## Toponimia
El nombre del municipio se compone de la denominación de los dos núcleos originales: San Juan y La Rambla.

## Símbolos

### Escudo
El escudo heráldico del municipio se aprobó por Real Decreto de 13 de noviembre de 1981, siendo su descripción: «de azur, sobre ondas de plata y azur, con el Agnus Dei de plata, con la cruz de oro y la cinta de plata, acampado en el campo diestro del jefe, de una venera de oro. Al timbre, Corona Real cerrada.»
La simbología del escudo representada por la venera y por el Agnus Dei aluden a San Juan Bautista, patrón del municipio, mientras que las ondas de azul y plata hacen referencia a su litoral y a su tradición marinera.

### Bandera
La bandera municipal fue aprobada por el Gobierno de Canarias por Orden de 10 de febrero de 1993, siendo una «bandera rectangular horizontal, de proporciones una vez y media más largo que ancho; el todo en blanco y la mitad inferior con cinco ondas en azur. En el centro del paño, el escudo heráldico de la villa.»

## Geografía
Se extiende por el sector norte de la isla, limitando con los municipios de Los Realejos, La Orotava y La Guancha.
Posee una superficie de 20,67 km², ocupando el 27.º puesto en extensión de la isla y el 48.º de la provincia.
La máxima altitud del municipio se localiza en la elevación conocida como Risco de la Fortaleza, con 2163 m s. n. m.

### Orografía
El municipio se desarrolla entre barrancos, escarpes rocosos y el mar.

### Hidrografía
El territorio de San Juan de la Rambla cuenta con numerosos barrancos y barranquillos, siendo las cuencas hidrográficas principales las formadas por el barranco de Ruiz, límite con el municipio de Los Realejos, el barranco de la Chaurera, el barranco de la Monja y el barranco de la Fuente de la Guancha, que sirve de límite municipal con La Guancha.

### Flora
Aunque gran parte de la superficie municipal ha perdido su vegetación natural a consecuencia de las actividades humanas, aún se conservan ejemplos de la misma.
En la costa, acantilada y rocosa, se desarrolla la comunidad típica del litoral canario compuesta por tomillo marino Frankenia ericifolia y lechuga de mar Astydamia latifolia. En las antiguas tierras de cultivo crece vegetación de sustitución formada por inciensos Artemisia thuscula, vinagreras Rumex lunaria y jaguarzos Cistus monspeliensis. En los acantilados y riscos de la zona baja del municipio se localizan algunas muestras de cardonal compuesto por el cardón Euphorbia canariensis con guaidiles Convolvulus floridus, así como comunidades de bejeques Aeonium canariense con pipes Sonchus congestus y matorrales de leña negra Rhamnus crenulata y granadillo Hypericum canariense, indicativos de los antiguos dominios del bosque termófilo canario. Los cauces de los barrancos se hallan cubiertos por zarzales de Rubus ulmifolius y cañas Arundo donax, destacando en este sentido las laderas del barranco de Ruiz, cubiertas de fayal-brezal y monteverde seco, así como con ejemplares de sauce canario Salix canariensis.
En las medianías y cumbres se desarrollan el fayal-brezal y el pinar de Pinus canariensis, mientras que en las áreas más elevadas del municipio se encuentran matorrales de retama del Teide Spartocytisus supranubius, rosalito de cumbre Pterocephalus lasiospermus y alhelí del Teide Erysimum scoparium.
El municipio cuenta con uno de los árboles monumentales de interés insular de Tenerife, el conocido como Pino del Molino de Viento, ejemplar de pino canario Pinus canariensis de 25 metros de altura y un perímetro de 512 centímetros.

### Espacios protegidos
San Juan de la Rambla cuenta con parte de los espacios naturales protegidos del Paisaje Protegido de Campeches, Tigaiga y Ruiz, del Sitio de Interés Científico del Barranco de Ruiz, del parque natural de la Corona Forestal y del parque nacional del Teide.
Todos estos espacios se incluyen además en la Red Natura 2000 como Zonas Especiales de Conservación y Zonas de Especial Protección para las Aves. Asimismo, la franja litoral entre la zona de Las Puntas, en La Guancha, y la punta del Guindaste, en Los Realejos, está declarada Zona Especial de Conservación por la presencia de hábitats de cuevas marinas sumergidas o semisumergidas.
El municipio cuenta además con el [[monte de 
utilidad pública]] denominado Pinar.

## Historia

### Etapa guanche: antes del sigloxv
La zona donde se asienta el municipio se encuentra habitada desde época guanche, tal y como demuestran los hallazgos arqueológicos encontrados por toda su superficie.
El territorio formaba parte de los reinos o menceyatos de Taoro e Icod, estando separados por el barranco de la Chaurera.

### Conquista y colonización europeas: siglosxvyxvi

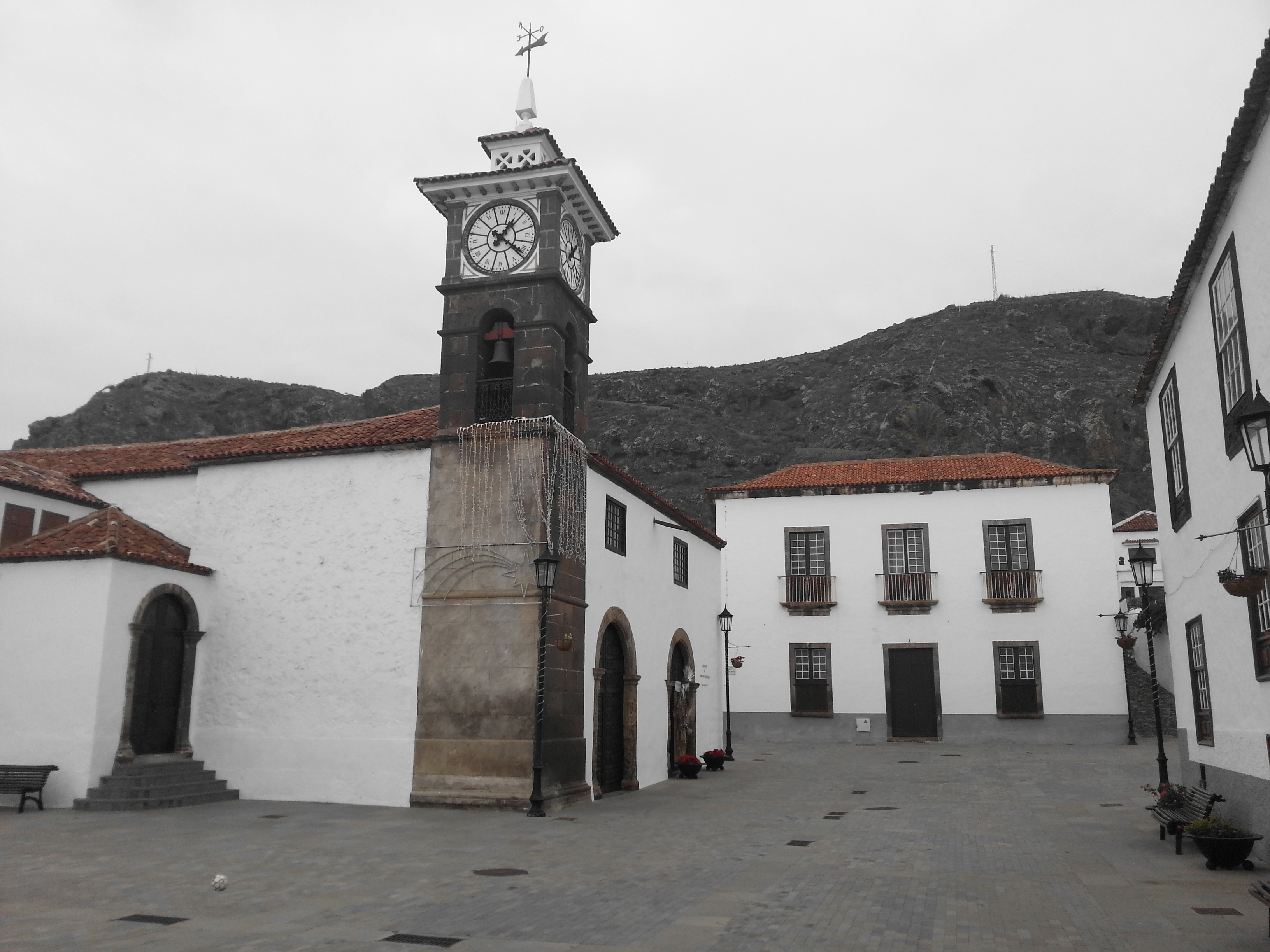
Iglesia de San Juan Bautista, del siglo xvi

Una vez culminada la conquista de la isla en 1496, el nuevo gobernador Alonso Fernández de Lugo comenzó con los repartimientos de tierras y bienes entre conquistadores y colonos. 
En la zona del casco de San Juan se instaló a principios del siglo xvi el colono portugués Martín Rodríguez, quien levantó hacia 1530 una ermita en honor de san Juan Bautista. En torno a la ermita se van estableciendo muchos de los descendientes de Martín Rodríguez y otras familias que acudían a la zona atraídos por la calidad agrícola de sus tierras y la suavidad del clima. Poco a poco y de manera progresiva, fue creándose el pueblo en torno al Camino Real.
El lugar comienza a contar con alcalde real a partir de 1547.

### Antiguo Régimen: siglosxviiyxviii
El historiador Juan Núñez de la Peña describe el lugar en 1676 de la siguiente forma:

SAN JUAN DE LA RAMBLA. El lugar de S. Juan de la Rambla, está una buena legua del Realejo, de muchas viñas de Malvasía, tiene buena Parroquia con su Cura, hay su Alcalde.
Juan Núñez de la Peña, 1676.

En 1768 se crean los cargos de síndico personero, diputado del común y fiel de fechos gracias a las reformas del rey Carlos III, siendo elegidos por los vecinos mediante sufragio censitario. A partir de 1772 también los alcaldes son elegidos por este sistema, configurándose así la primera junta municipal o ayuntamiento de San Juan de la Rambla.
José de Viera y Clavijo, en su obra Noticias de la historia general de las Islas Canarias, dice de San Juan a finales del siglo xviii:

SAN JUAN DE LA RAMBLA. Dista una legua de los Realejos y 7 de la ciudad de La Laguna. Está en un sitio muy alegre, no lejos del mar, vestido de viñas de malvasía. La iglesia es muy decente, con cura provisión del obispo. El vecindario llega a 1 482 personas, de ellas algunas en los pagos de Aguas, La Rambla, La Vera, Las Rozas, Portalina, Cabedos, La Zarza, Santa Catalina. Hay dos ermitas.
José de Viera y Clavijo, 1772-1773.

### Etapa moderna: siglosxixyxx
En 1812 surgen los ayuntamientos constitucionales con la proclamación de la Constitución de Cádiz. San Juan se constituye municipio, quedando definitivamente consolidado en 1836 tras sufrir los vaivenes políticos de la primera mitad del siglo xix entre gobiernos constitucionales y absolutistas, y la desaparición del sistema municipal único.
En 1925 el Rey Alfonso XIII concede al municipio el título de Villa.

### Sigloxxi
En 2004 el Cabildo de Tenerife, a instancias del ayuntamiento ramblero, acuerda el cambio de capitalidad del municipio desde el casco de San Juan al barrio de San José, a pesar de la oposición de algunos vecinos.

## Demografía
San Juan de la Rambla cuenta con una población de 4904 habitantes (INE 2024).
| Gráfica de evolución demográfica de San Juan de la Rambla entre 1842 y 2021 |
| |
| Población de derecho según los censos de población del INE Población de hecho según los censos de población del INEEn este censo se denominaba San Juan Rambla: 1842 En este censo se denominaba La Rambla: 1857 |

A 1 de enero de 2019 San Juan de la Rambla tenía un total de 4828 habitantes, ocupando el 26.º puesto en número de habitantes de la isla de Tenerife y el 31.º de la provincia de Santa Cruz de Tenerife.
La población relativa era de 233,69 hab./km².
| Entidad singular              | Habitantes |
| ----------------------------- | ---------- |
| Las Aguas                     | 399        |
| La Rambla                     | 135        |
| Las Rosas                     | 676        |
| San José                      | 1733       |
| San Juan de la Rambla (casco) | 785        |
| La Vera                       | 1100       |
| Total                         | 4828       |

## Administración y política

### Gobierno municipal
El municipio está regido por su Ayuntamiento, formado por once concejales.
| Periodo   | Nombre                             | Partido | Partido                                       |
| --------- | ---------------------------------- | ------- | --------------------------------------------- |
| 1979-1985 | José Hernández Rodríguez           |         | Progreso Rambla (PR)                          |
| 1985-1987 | María Concepción Pérez Santo‑Tomás |         | Partido Socialista Obrero Español (PSOE)      |
| 1987-1991 | Manuel Reyes Reyes                 |         | Centro Democrático y Social (CDS)             |
| 1991-2003 | Manuel Reyes Reyes                 |         | Agrupación Independiente de S.J. Rambla (AIS) |
| 2003-2011 | Manuel Reyes Reyes                 |         | Coalición Canaria (CC)                        |
| 2011-2013 | Fidela Velázquez Manuel            |         | Partido Socialista Obrero Español (PSOE)      |
| 2013-2015 | Tomás Mesa Díaz                    |         | Partido Popular (PP)                          |
| 2015-2020 | Fidela Velázquez Manuel            |         | Partido Socialista Obrero Español (PSOE)      |
| 2021-2023 | Jesús Ezequiel Domínguez González  |         | Partido Socialista Obrero Español (PSOE)      |
| 2023-act. | Juan Ramos Reyes                   |         | Coalición Canaria (CC)                        |

| Partido político | Partido político                                                                | 1979   | 1983   | 1987   | 1991   | 1995   | 1999   | 2003   | 2007   | 2011   | 2015   | 2019   | 2023   |
| Partido político | Partido político                                                                | Ediles | Ediles | Ediles | Ediles | Ediles | Ediles | Ediles | Ediles | Ediles | Ediles | Ediles | Ediles |
|                  | Agrupación de Independientes de San Juan de la Rambla (AIS)                     |        |        |        | 9      | 7      | 7      | 7      | 7      | 6      | 3      | 2      | 3      |
|                  | Agrupación Tinerfeña de Independientes (ATI)                                    |        | 5      | 1      |        |        |        |        |        |        |        |        |        |
|                  | Asamblea Canaria-Izquierda Nacionalista Canaria (AC-INC)                        |        |        | 1      |        |        |        |        |        |        |        |        |        |
|                  | Asamblea Unificada del Pueblo de San Juan de la Rambla-Sí Se Puede (AUPSJR-SSP) |        |        |        |        |        |        |        |        |        | 2      | 2      | 2      |
|                  | Centro Canario Nacionalista (CCN)                                               |        |        |        |        |        |        |        | 1      |        |        |        |        |
|                  | Centro Democrático y Social (CDS)                                               |        |        | 5      |        |        |        |        |        |        |        |        |        |
|                  | Nueva Canarias (NC)                                                             |        |        |        |        |        |        |        |        |        |        |        | 1      |
|                  | Alianza Popular (AP)-Partido Popular (PP)                                       |        | 0      | 1      |        |        | 1      | 0      | 0      | 1      | 2      | 1      | 1      |
|                  | Partido Socialista Obrero Español (PSOE)                                        |        | 7      | 3      | 2      | 3      | 3      | 4      | 5      | 6      | 5      | 4      | 4      |
|                  | Plataforma de los Independientes de España (PIE)                                |        |        |        |        | 1      |        |        |        |        |        |        |        |
|                  | Progreso Rambla (PR)                                                            | 7      |        |        |        |        |        |        |        |        |        |        |        |
|                  | Unión de Centro Democrático (UCD)                                               | 2      |        |        |        |        |        |        |        |        |        |        |        |
|                  | Unión del Pueblo Canario (UPC)                                                  |        | 1      |        |        |        |        |        |        |        |        |        |        |
|                  | Unión Rambla (UR)                                                               | 4      |        |        |        |        |        |        |        |        |        |        |        |
|                  | Vecinos Por Tenerife-Ciudadanos Centro Democrático (VXT-CCD)                    |        |        |        |        |        |        |        |        |        | 1      |        |        |

Tras las elecciones municipales de mayo de 2011, el gobierno municipal de San Juan de la Rambla se constituyó con el pacto de los concejales del PSOE y el concejal del PP, siendo elegida alcaldesa Fidela Velázquez. Sin embargo, el 11 de febrero de 2013 triunfa una moción de censura contra el gobierno socialista presentada por el concejal del PP y apoyada por el grupo de CC-AIS. Tomás Mesa, concejal único del PP, es envestido nuevo alcalde.
En enero de 2014 el PP expulsa del partido a Tomás Mesa, al haber sido condenado por la justicia al conducir ebrio y a su negativa a dimitir como alcalde y renunciar a su acta de edil.

### Organización territorial

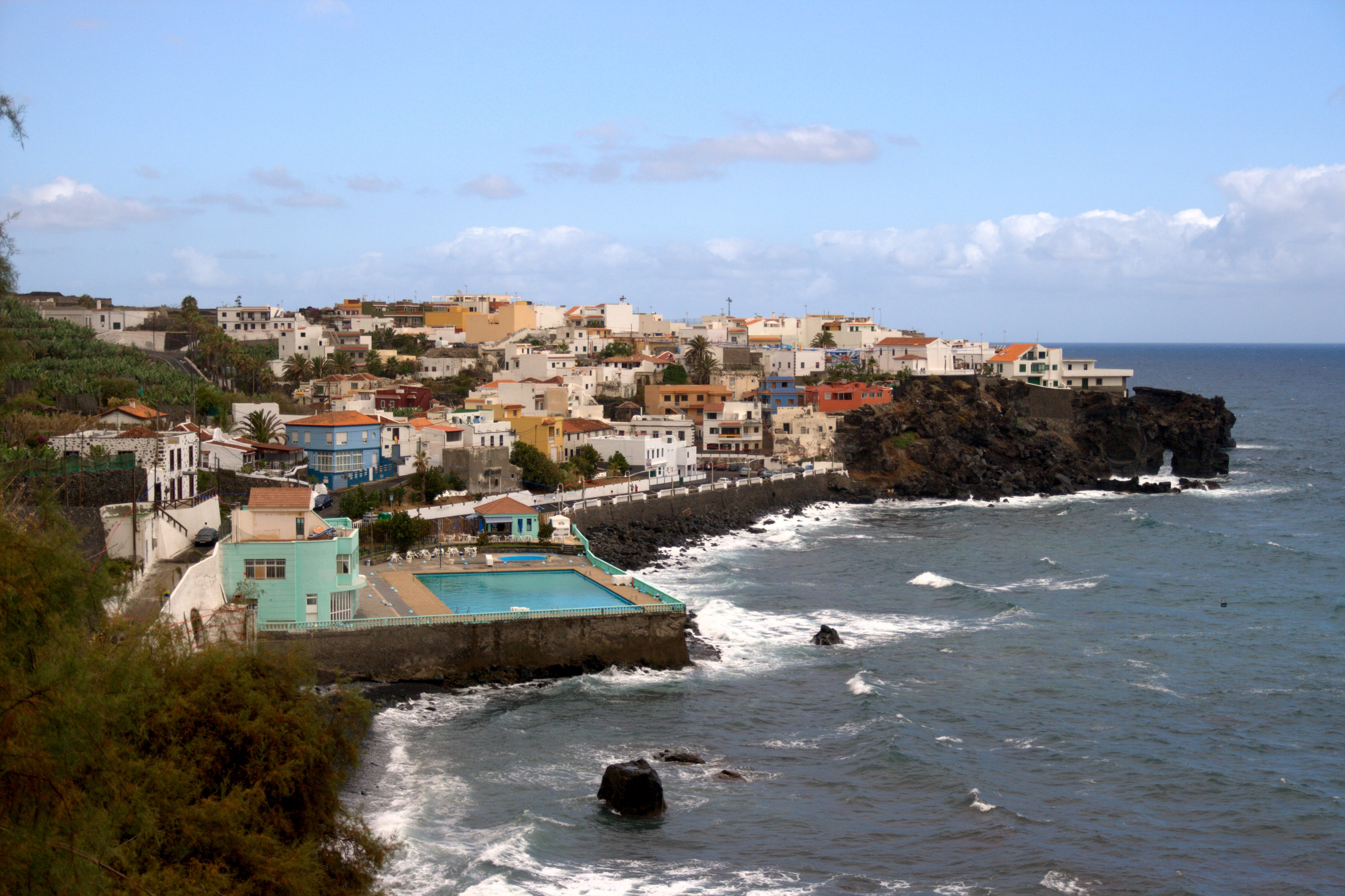
Núcleo de Las Aguas

El municipio forma parte de la Comarca de Icod-Daute-Isla Baja, exceptuando su superficie incluida en los espacios naturales protegidos de la Corona Forestal y del Teide, que se incluye en la Macizo Central.
Asimismo, forma parte de la Mancomunidad de Municipios «San Juan de la Rambla-La Guancha».
Se encuentra dividido en seis entidades singulares de población, algunas de las cuales están divididas a su vez en otros núcleos de menor entidad:
| Entidad singular              | Núcleos               | Superficie |
| ----------------------------- | --------------------- | ---------- |
| Las Aguas                     |                       | - km²      |
| La Rambla                     |                       | - km²      |
| Las Rosas                     | Lomo Guanche          | - km²      |
| San José                      | Los Quevedos San José | - km²      |
| San Juan de la Rambla (casco) |                       | - km²      |
| La Vera                       | Fuente del Bardo      | - km²      |
| Total                         |                       | 20,67 km²  |

## Servicios

### Educación
El municipio cuenta con los siguientes centros educativos:
- Instituto de Educación Secundaria San Juan de La Rambla, en San José
- Centro de Enseñanza Infantil y Primaria Francisco Afonso Carrillo, en San José
- CEIP Ángel Guimerá, en el casco de San Juan
- Escuela de Educación Infantil Las Rosas
- Guardería municipal Trompita, en San José

También en el municipio se creó la Universidad Popular de San Juan de la Rambla, planteada como un servicio de desarrollo cultural, educativo y de ocio y tiempo libre.

### Sanidad
Existen dos centros de salud ubicados en el casco de San Juan y en San José.

### Seguridad ciudadana
San Juan de la Rambla cuenta con una comisaría de la policía local y con un juzgado de paz dependiente del partido judicial de La Orotava.

### Transporte

#### Carreteras
Se accede al municipio principalmente por las carreteras TF-5 y TF-342. La carretera TF-351 recorre el municipio verticalmente entre las dos ciudades y la TF-353 une los barrios de San José y La Guancha Abajo, del vecino municipio.

#### Transporte público
El municipio posee dos paradas de taxis situadas en los barrios de San Juan y San José.
En autobús —guagua— queda conectado por las siguientes líneas de TITSA:
| Línea | Trayecto                                                                     | Recorrido     |
| ----- | ---------------------------------------------------------------------------- | ------------- |
| 106   | Santa Cruz - Icod de los Vinos (exprés)                                      | Horario/Línea |
| 107   | Santa Cruz - Buenavista (por Aeropuerto Norte)                               | Horario/Línea |
| 108   | Santa Cruz - Icod de los Vinos (por Aeropuerto Norte)                        | Horario/Línea |
| 325   | Puerto de la Cruz - Acantilados de Los Gigantes (por Icod de los Vinos)      | Horario/Línea |
| 354   | Puerto de la Cruz - Icod de los Vinos (por La Guancha)                       | Horario/Línea |
| 363   | Puerto de la Cruz - Buenavista (por Icod de los Vinos)                       | Horario/Línea |
| 364   | Icod - Hospital del Norte - La Guancha - San Juan de la Rambla (por San José | Horario/Línea |

#### Caminos
San Juan de la Rambla cuenta con varios senderos locales de interés:
- Sendero Las Aguas - La Rambla
- Sendero orilla La Vera - Barranco de Ruiz
- Sendero Camino Risco de las Pencas

## Cultura

### Patrimonio

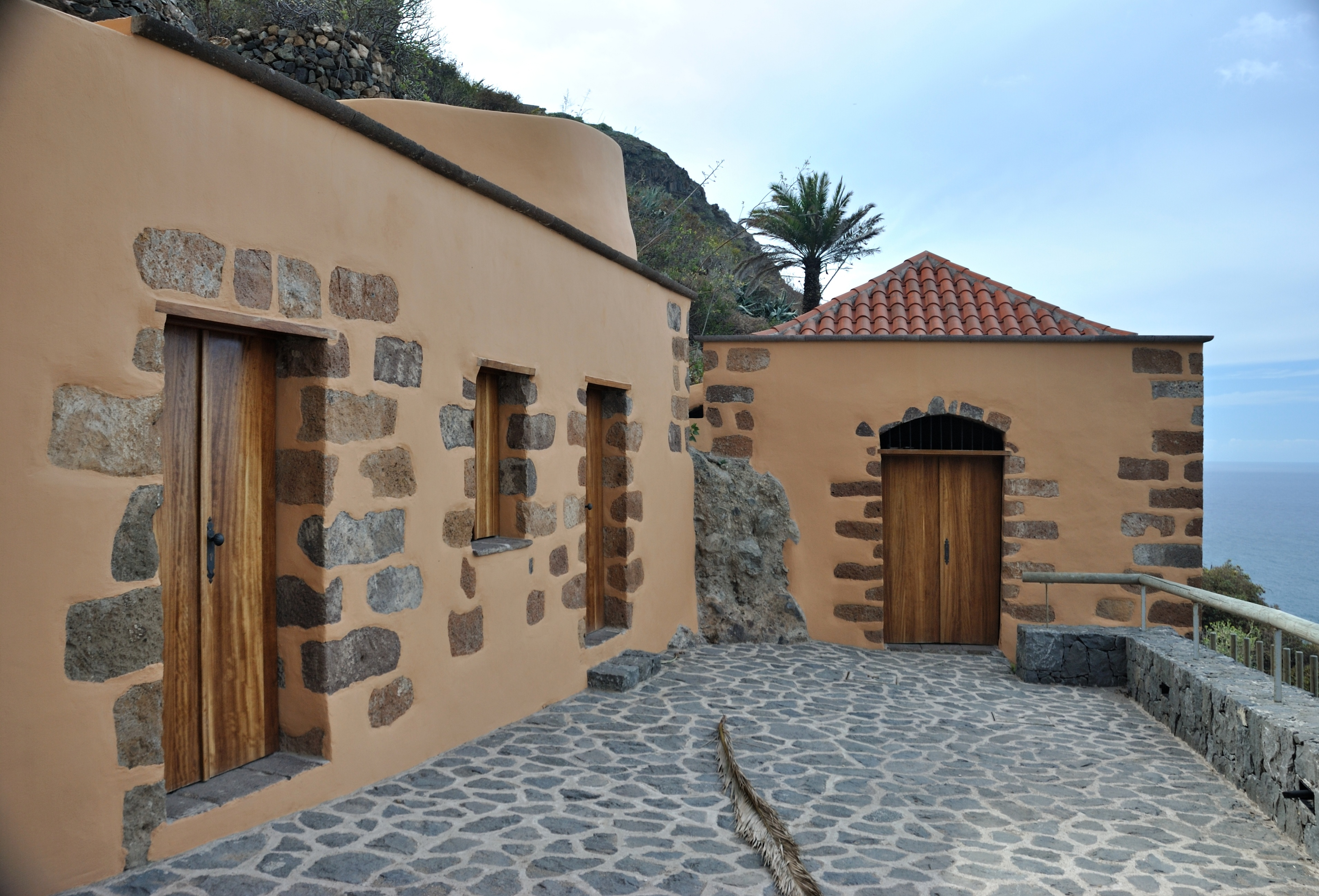
Molino de Gofio del Risco de las Pencas

El municipio cuenta con varios elementos patrimoniales declarados Bien de Interés Cultural:
- Conjunto Histórico:
  - Villa de San Juan de la Rambla
- Monumento:
  - Iglesia de San José
- Sitio Etnológico:
  - Molino de Gofio del Risco de las Pencas
- Sitio Histórico:
  - Barrio de Los Quevedos
- Zona arqueológica:
  - Acantilados de San Juan de La Rambla y Laderas de los Barrancos de Chaurera y Ruiz

Otros elementos patrimoniales son la iglesia matriz de San Juan Bautista, reconstruida en el siglo xviii y que posee un cáliz recubierto de oro, uno de los pocos que existen en la isla; y el barrio de Las Aguas, pintoresco barrio que se adentra en el mar sobre un manto de lava, con sus vecinos, «los sagüeros».[cita requerida]
El barrio de Las Aguas debe su nombre a los numerosos nacientes de agua que en las inmediaciones existen, siendo fuentes famosas la del Agujero, Tío Chacón, el Saucito, el Agua Chica, el Fraile. Existe una comunidad de regantes que desde tiempos ancestrales tiene hecho el reparto en relación con la superficie de su terreno del agua en las llamadas «dulas» que cada propietario debe saber en qué momento puede regar con su agua. En esta comunidad existen listados anteriores al año 1923, por los cuales en la actualidad se rige el reparto del agua.[cita requerida]
La ermita de la Cruz de Las Aguas alberga una cruz de madera de tea, elaborada por el carpintero Salvador Rodríguez Regalado y que se encuentra incrustada dentro de otra de mayor tamaño.[cita requerida]
En Las Aguas se cultiva un tubérculo llamado aro que, después de una larga transformación, se convierte en un remedio estomacal.[cita requerida]

### Lugares de interés
- Iglesia matriz de San Juan Bautista, siglo xvi-xviii
- Iglesia parroquial de San José, siglo xviii (BIC)
- Ermita de Ntra. Sra. del Rosario, siglo xvii
- Ermita de la Cruz y San Pedro, en Las Aguas
- Ermita de Nuestra Señora del Rosario, en La Rambla
- Ermita de Santa Isabel de Hungría y San Felipe Neri, en La Vera
- Ermita de Sta. Rosalía, en Las Rosas
- Conjunto Histórico Villa de San Juan de la Rambla (BIC)
- Casa de los Alonso del Castillo
- Casa de los Delgado Oramas
- Casa La Alhóndiga
- Molino de Gofio del Risco de las Pencas
- Lavaderos de La Vera
- Sitio histórico Barrio de Los Quevedos (BIC)
- Centro de artesanía La Casa Amarilla
- Mercado Las Medianías
- Mirador El Charco
- Mirador El Mazapé
- Mirador Las Aguas
- Charco de la Laja
- Playa de La Caldereta
- Playa de Las Aguas
- Playa de San Juan
- Zona recreativa Barranco Ruiz
- Zona recreativa El Saucito
- Zona recreativa Tabaiba
- Zona recreativa La Tahona

### Instalaciones culturales
Por la geografía municipal se reparten varios centros culturales destacando el Espacio Cultural Rambla inaugurado en 2016. Además cuenta con espacios como el salón de usos múltiples Mª Jesús Dorta, la Casa Amarilla de San José o la Casa La Alhóndiga donde se realizan, principalmente, exposiciones de arte. También cuenta con la biblioteca Antonio Bello Pérez y una sala de estudio descentralizada de la ULL en la Casa de los Pérez, en el casco del municipio.
En los barrios encontramos centros culturales como el de Las Rosas, el de Los Sauzos en Las Aguas o Tabaiba en San Juan. Además el municipio cuenta con Casa de la Juventud en San José y en La Vera, así como un Centro de ocio e información juvenil en el casco. 

### Fiestas
En el municipio se celebran diversas fiestas, siendo días festivos locales el 24 de junio, día de San Juan (patrón del municipio) y el segundo lunes de septiembre por la festividad de San José.
Las principales fiestas son:
| Fecha                              | Celebración             | Lugar                   | Actos destacados                      |
| ---------------------------------- | ----------------------- | ----------------------- | ------------------------------------- |
| 2 de febrero                       | Virgen de la Candelaria | La Vera                 |                                       |
| 3 de mayo                          | Día de la Cruz          | Todo el municipio       |                                       |
| 12 de mayo                         | San Pancracio           | Los Canarios (San José) |                                       |
| Primera semana de junio            | San Felipe Neri         | La Vera                 |                                       |
| 24 de junio                        | San Juan Bautista       | Casco de San Juan       | Encendido del Risco Resonar del Bucio |
| 2.º fin de semana de julio         | La Cruz y San Pedro     | Las Aguas               | Romería de San Pedro                  |
| 16 de julio                        | Virgen del Carmen       |                         |                                       |
| Primer fin de semana de septiembre | Santa Rosalía           | Las Rosas               |                                       |
| Finales de septiembre              | San José                | San José                | Romería                               |
| 29 de septiembre                   | San Rafael              | Casco de San Juan       |                                       |
| 7 de octubre                       | Virgen del Rosario      | La Rambla y San José    | Bajada del Humo                       |
| Segundo fin de semana de octubre   | Cristo de la Villa      | Casco de San Juan       |                                       |
| 30 de noviembre                    | San Andrés Apóstol      | Todo el municipio       |                                       |

### Religión
La población creyente del municipio profesa mayoritariamente la religión católica, estando repartida la feligresía en las parroquias de San Juan Bautista —matriz— y San José, pertenecientes al arciprestazgo de Icod de los Vinos de la diócesis de Tenerife.
Asimismo, el término municipal cuenta con otros templos católicos repartidos por su jurisdicción:
- Ermita de la Cruz y San Pedro, en Las Aguas
- Ermita de Nuestra Señora del Rosario, en La Rambla
- Ermita de Santa Isabel de Hungría y San Felipe Neri, en La Vera
- Ermita de Sta. Rosalía, en Las Rosas
- Capilla de San Pancracio, en Los Canarios (San José)